# Reinaldo Soares Correia de Noronha
Reinaldo Soares Correia de Noronha (Marco de Canaveses, Magrelos, 25 de Dezembro de 1882 - 14 de Junho de 1962) foi um monárquico convicto e um activo político português.

## Biografia
Foi Presidente da Câmara Municipal de Arouca na primeira metade do século XX, nomeadamente de 1914 a 1918 e de 1937 a 1940 e Administrador do Concelho de Arouca de 1918 a 1937, período em que, a 26 de Novembro de 1933, inaugurou o atual edifício da Câmara Municipal, tendo exercido o cargo de Presidente da Câmara Municipal e de Administrador do Concelho de Arouca por diversas vezes na primeira metade do século XX.
Em tempos residiu na Quinta da Chieira, donde era natural, no lugar da Chieira da freguesia de Alvarenga, deslocando-se todos os dias 20 km a cavalo até Arouca para tratar dos assuntos do Concelho.